# Deltocephalus maculiceps
Deltocephalus maculiceps är en insektsart som beskrevs av Karl Henrik Boheman 1847. Deltocephalus maculiceps ingår i släktet Deltocephalus och familjen dvärgstritar. Arten är reproducerande i Sverige. Inga underarter finns listade i Catalogue of Life.